# サンディ・アルカンタラ
サンディ・アルカンタラ・モンテロ（Sandy Alcántara Montero, 1995年9月7日 - ）は、ドミニカ共和国サン・フアン州サン・フアン・デ・ラ・マグアナ出身のプロ野球選手（投手）。右投右打。MLBのマイアミ・マーリンズ所属。愛称はSandman（サンドマン）。

## 経歴

### プロ入りとカージナルス時代

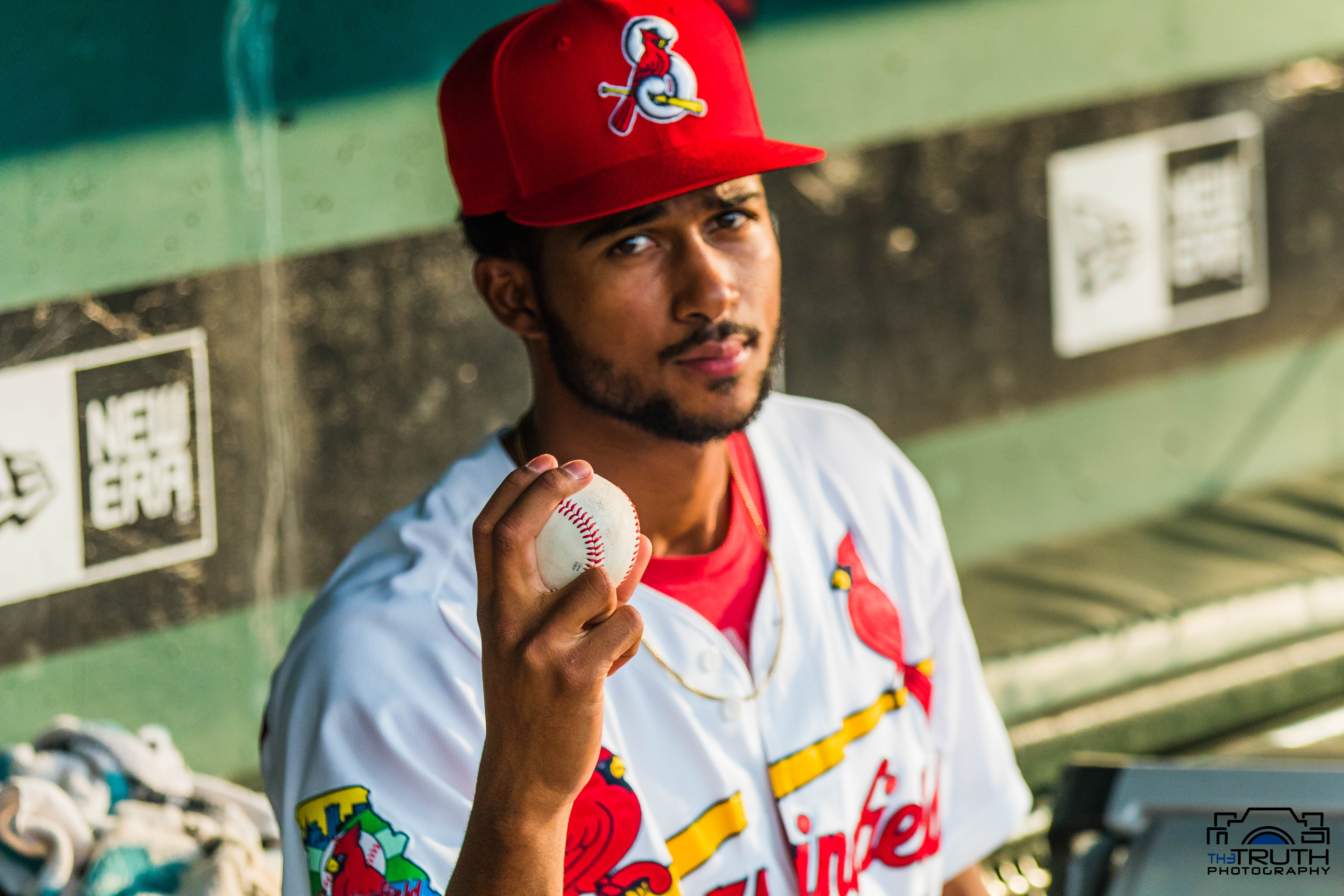
AA級スプリングフィールド時代
（2017年7月25日）

2013年7月にセントルイス・カージナルスとインターナショナルFAで契約してプロ入り。
2014年、傘下のルーキー級ドミニカン・サマーリーグ・カージナルスでプロデビュー。12試合（先発11試合）に登板して1勝9敗、防御率3.97、55奪三振を記録した。
2015年はルーキー級ガルフ・コーストリーグ・カージナルスでプレーし、12試合に先発登板して4勝4敗、防御率3.22、51奪三振を記録した。
2016年はA級ピオリア・チーフスとA+級パームビーチ・カージナルスでプレーし、2球団合計で23試合に先発登板して5勝11敗、防御率3.96、153奪三振を記録した。
2017年、マイナーではAA級スプリングフィールド・カージナルスでプレーし、25試合（先発22試合）に登板して7勝5敗、防御率4.31、106奪三振を記録した。9月1日にメジャー契約を結んでアクティブ・ロースター入りし、3日のサンフランシスコ・ジャイアンツ戦でメジャーデビュー。この年メジャーでは8試合に登板して防御率4.32、10奪三振を記録した。オフにはアリゾナ・フォールリーグに参加し、サプライズ・サグアロスに所属した。

### マーリンズ時代
2017年12月14日にマーセル・オズナとのトレードでマグネウリス・シエラ、ザック・ガレン、ダニエル・カスタノと共にマイアミ・マーリンズへ移籍した。
2018年6月29日のニューヨーク・メッツ戦ではメジャー初先発を務め、5回を1失点の投球でメジャー初勝利を挙げた。この年は6試合に先発登板して2勝3敗、防御率3.44、30奪三振を記録した。しかし右腋窩感染症で故障者リストに入った。
2019年5月19日のニューヨーク・メッツ戦で、89球で2被安打完封し、所謂「マダックス」を達成した。また、唯一2019年度のマーリンズの選手でオールスターゲームに選出された。8回に登板し、1安打を浴びたが無失点に抑えた。またマーリンズのフランチャイズ記録も打ち立て、新人投手では最も多くのイニングに登板し、またドミニカ出身投手では最も多くのイニングに登板し、また奪三振数も最多だった。
2020年は自身初の開幕投手を務めた。7回途中まで投げて1失点の好投を見せて、勝利投手となった。シーズンでは、3勝2敗、防御率3.00だった。
2021年の開幕戦で2年連続2度目の開幕投手を務めたが、6回を2安打無失点で勝敗はつかなかった。シーズンでは好投しても打線の援護に恵まれず勝ちがつかない試合も多かったが、自己最多の9勝を記録し、200イニングを突破するなど、飛躍のシーズンとなった。200イニング&200奪三振は、球団では、2002年のA.J.バーネット以来19年ぶり。オフの11月30日にマーリンズと5年総額5600万ドルの延長契約を結んだ。
2022年は3年連続で開幕投手を務めたが、5回を2失点で勝敗はつかなかった。7月11日に自身2度目となるオールスターゲームに選出された。最終的には前年を上回る14勝を記録し、リーグ2位の防御率2.28を記録した。また、投球イニングは228.2イニングで、2位のアーロン・ノラに20イニング以上の差をつけての1位だった。オフの11月16日、全米野球記者協会（BBWAA）によるナ・リーグのサイ・ヤング賞投票結果が発表となり、満票で第1位に選出され自身のみならずマーリンズの選手としても史上初の受賞となった。12月5日には自身初となるファーストチームの先発投手としてオールMLBチームに選出された。
2023年はシーズン開幕前の3月に開催された第5回WBCのドミニカ代表に選出された。この年は28試合に先発登板し、7勝12敗、防御率4.14、151奪三振を記録したが、9月3日のワシントン・ナショナルズ戦で腕に違和感を覚え、リハビリで登板したマイナーの試合でも前腕に張りを覚えたため、シーズン中の復帰を断念した。10月6日にトミー・ジョン手術を受けたため、2024年シーズンを欠場するとSNSで発表した。

## 選手としての特徴
| 球種           | 割合 | 平均球速 | 平均球速 | 最高球速 | 最高球速 |
| 球種           | %    | mph      | km/h     | mph      | km/h     |
| -------------- | ---- | -------- | -------- | -------- | -------- |
| チェンジアップ | 27.7 | 91.8     | 147.7    | 101.2    | 162.9    |
| フォーシーム   | 25.2 | 98       | 157.7    | 101.2    | 162.9    |
| シンカー       | 24.8 | 97.8     | 157.4    | 101.2    | 162.9    |
| スライダー     | 22   | 90       | 144.8    | 101.2    | 162.9    |
| カーブ         | 0.3  | 86.2     | 138.7    | 101.2    | 162.9    |

平均でも90mph台後半を計測する2種類の速球（フォーシーム、シンカー）に加え、スライダーとチェンジアップで投球を組み立てる。特にシンカーは、100mphを超えるスピードに加えて横に大きく動くため、打者は捉えるのが困難である。
速球の最速は2021年9月8日のニューヨーク・メッツ戦で計測した101.5mph（約163.3km/h）。
守備はあまり得意ではなく守備防御点は毎年マイナスなほか、過去に3度の投手最多失策を喫している

## 詳細情報

### 年度別投手成績
| 年 度    | 球 団    | 登 板 | 先 発 | 完 投 | 完 封 | 無 四 球 | 勝 利 | 敗 戦 | セ 丨 ブ | ホ 丨 ル ド | 勝 率 | 打 者 | 投 球 回 | 被 安 打 | 被 本 塁 打 | 与 四 球 | 敬 遠 | 与 死 球 | 奪 三 振 | 暴 投 | ボ 丨 ク | 失 点 | 自 責 点 | 防 御 率 | W H I P |
| -------- | -------- | ----- | ----- | ----- | ----- | -------- | ----- | ----- | -------- | ----------- | ----- | ----- | -------- | -------- | ----------- | -------- | ----- | -------- | -------- | ----- | -------- | ----- | -------- | -------- | ------- |
| 2017     | STL      | 8     | 0     | 0     | 0     | 0        | 0     | 0     | 0        | 0           | ----  | 39    | 8.1      | 9        | 2           | 6        | 0     | 0        | 10       | 0     | 0        | 6     | 4        | 4.32     | 1.80    |
| 2018     | MIA      | 6     | 6     | 0     | 0     | 0        | 2     | 3     | 0        | 0           | .400  | 146   | 34.0     | 25       | 3           | 23       | 0     | 2        | 30       | 0     | 0        | 13    | 13       | 3.44     | 1.41    |
| 2019     | MIA      | 32    | 32    | 2     | 2     | 0        | 6     | 14    | 0        | 0           | .300  | 838   | 197.1    | 179      | 23          | 81       | 5     | 8        | 151      | 4     | 1        | 94    | 85       | 3.88     | 1.32    |
| 2020     | MIA      | 7     | 7     | 0     | 0     | 0        | 3     | 2     | 0        | 0           | .600  | 172   | 42.0     | 35       | 4           | 15       | 0     | 1        | 39       | 1     | 1        | 22    | 14       | 3.00     | 1.19    |
| 2021     | MIA      | 33    | 33    | 1     | 0     | 0        | 9     | 15    | 0        | 0           | .375  | 837   | 205.2    | 171      | 21          | 50       | 2     | 10       | 201      | 6     | 1        | 85    | 73       | 3.19     | 1.07    |
| 2022     | MIA      | 32    | 32    | 6     | 1     | 1        | 14    | 9     | 0        | 0           | .609  | 886   | 228.2    | 174      | 16          | 50       | 1     | 9        | 207      | 3     | 0        | 67    | 58       | 2.28     | 0.98    |
| 2023     | MIA      | 28    | 28    | 3     | 1     | 0        | 7     | 12    | 0        | 0           | .368  | 762   | 184.2    | 176      | 22          | 48       | 0     | 5        | 151      | 4     | 1        | 91    | 85       | 4.14     | 1.21    |
| MLB：7年 | MLB：7年 | 146   | 138   | 12    | 4     | 1        | 41    | 55    | 0        | 0           | .427  | 3680  | 900.2    | 769      | 91          | 273      | 8     | 35       | 789      | 18    | 4        | 378   | 332      | 3.32     | 1.16    |

- 2024年度シーズン終了時
- 各年度の太字はリーグ最高

### WBCでの投手成績
| 年 度 | 代 表          | 登 板 | 先 発 | 勝 利 | 敗 戦 | セ ｜ ブ | 打 者 | 投 球 回 | 被 安 打 | 被 本 塁 打 | 与 四 球 | 敬 遠 | 与 死 球 | 奪 三 振 | 暴 投 | ボ ｜ ク | 失 点 | 自 責 点 | 防 御 率 |
| ----- | -------------- | ----- | ----- | ----- | ----- | -------- | ----- | -------- | -------- | ----------- | -------- | ----- | -------- | -------- | ----- | -------- | ----- | -------- | -------- |
| 2023  | ドミニカ共和国 | 1     | 1     | 0     | 1     | 0        | 18    | 3.2      | 5        | 1           | 3        | 0     | 0        | 2        | 0     | 0        | 3     | 3        | 7.36     |

### 年度別守備成績
| 年 度 | 球 団 | 投手（P） | 投手（P） | 投手（P） | 投手（P） | 投手（P） | 投手（P） |
| 年 度 | 球 団 | 試 合     | 刺 殺     | 補 殺     | 失 策     | 併 殺     | 守 備 率  |
| ----- | ----- | --------- | --------- | --------- | --------- | --------- | --------- |
| 2017  | STL   | 8         | 0         | 2         | 1         | 2         | .667      |
| 2018  | MIA   | 6         | 2         | 3         | 0         | 0         | 1.000     |
| 2019  | MIA   | 32        | 10        | 20        | 4         | 0         | .882      |
| 2020  | MIA   | 7         | 1         | 4         | 0         | 0         | 1.000     |
| 2021  | MIA   | 33        | 24        | 26        | 4         | 1         | .926      |
| 2022  | MIA   | 32        | 20        | 28        | 0         | 2         | 1.000     |
| 2023  | MIA   | 28        | 14        | 16        | 5         | 1         | .857      |
| MLB   | MLB   | 146       | 71        | 99        | 14        | 6         | .924      |

- 2024年度シーズン終了時
- 各年度の太字はリーグ最高

### 表彰
- サイ・ヤング賞：1回（2022年）
- プレイヤーズ・チョイス・アワーズ 優秀投手：1回（2022年）
- ピッチャー・オブ・ザ・マンス：1回（2022年6月）
- プレイヤー・オブ・ザ・ウィーク（英語版）：1回（2022年5月16日 - 22日）
- オールMLBチーム[22]
  - ファーストチーム先発投手：1回（2022年）

### 記録
- MLBオールスターゲーム選出：2回（2019年、2022年）

### 代表歴
- 2023 ワールド・ベースボール・クラシック・ドミニカ共和国代表

### 背番号
- 56（2017年）
- 22（2018年 - 2023年、2025年 - ）
  - 20（2023年WBC）